# Gastronomia de Tunísia
La gastronomia de Tunísia o cuina tunisiana és la gastronomia tradicional pròpia de Tunísia. Conté trets comuns amb la cuina magribina i la mediterrània. També hi ha punts en comú amb l'actual cuina turca a causa de l'antiga l'expansió de l'Imperi Otomà (vegeu Gastronomia de l'Imperi Otomà) fins a aquest territori. D'altra banda no es tracta d'una cuina totalment homogènia a tot el país, ja que cada regió té les seves particularitats de clima, geografia, aliments bàsics i influències culturals, que afecten cada una de les cuines locals.
La base està formada per llegums -llenties, cigrons, fenigrec, etc.- i cereals diversos, incloent-hi l'ordi, el sorgo bicolor, etc. però molt especialment el blat, que es menja en forma de diferents tipus de pa o bé en forma de pasta: espaguetis i macarrons, que solen menjar-se amb salsa de tomàquet sofregit i carn, o sèmola, amb la que es fa el cuscús. Es completa amb una bona quantitat de vegetals variats locals frescos de temporada, i de vegades amb una mica de carn, sobretot xai, o peix d'aigua salada a les zones costaneres, i es condimenta amb fines herbes i espècies. Existeixen nombroses conserves de fruita (assecada, en salmorra, melmelades, "codonyat" de codony o altres fruites), hortalisses seques o en salmorra, de peix (salat i assecat, o conservat en oli d'oliva), carn assecada, etc. a més d'olives, tàperes i cogombrets en vinagre. Hi trobem des de plats molt senzills, com sopes i amanides, a d'altres molt més rics i treballats, com alguns entrants per picar i molts dolços.
Es tracta d'una gastronomia d'una tradició molt àmplia, no només pel que fa a ingredients base (com la bsissa, una mena de farinetes) o la preparació de plats sinó també als utensilis per a fer-los (forn de terra cuita amb brasses de carbó, cassola de fang, cassola de metall, sedàs de pell girada de be, morter, recipients de ceràmica, etc.), al protocol i costums respecte als convidats i en referència a les ocasions especials familiars, com ara casaments i naixements, o religioses, com ara el ramadà i l'any nou musulmà.

## Origen
La cuina de tunísia es va desenvolupar a partir dels berbers, l'antiga Cartago, Roma, la conquesta islàmica del Magrib i l'Imperi Otomà. La cuina ha estat fortament influenciada en època contemporània per la cuina francesa i italiana, especialment siciliana.
Durant l'època de domini colonial francès, Tunísia va comercialitzar les seves particularitats amb la França metropolitana. És a dir, va jugar amb les percepcions franceses de "diferència" (orientalisme) per vendre els productes com a colònia francesa. La majoria dels restaurants que atenien visitants internacionals no servien autèntica cuina colonial. En canvi, l'exotisme i la diferència es van emfatitzar als souks i als restaurants. Els colons europeus que van viatjar-hi des de França van compartir les seves experiències alimentàries amb els francesos metropolitans, però l'autèntica cuina tunisiana no es va integrar a la categoria popular de cuina colonial de la cuina francesa.

## Ingredients bàsics
- Carn: xai, pollastre, vedella, dromedari…
- Peix i marisc: daurada, llop, anfós, tonyina, anxova, sípia, calamar…
- Hortalisses: Albergínia, carabassó, ceba, cogombre, tomàquet…
- Verdures: porro, pastanaga, nap, mongeta, espinac
- Llegums: cigró, llentia, fenigrec
- Fruita: cítrics, magrana, raïm, pruna, figa, dàtil, codony, albercoc, etc.
- Greix per cuinar: oli d'oliva
- Condiments: harissa, ras el hanout, cúrcuma, comí, clau, menta, cilandre, coriandre, safrà, canyella, julivert, etc.
- Altres: oliva, tàpera, ou, pa, pasta, mel, aiguanaf, aigua-ros, fruita seca,...

## Plats

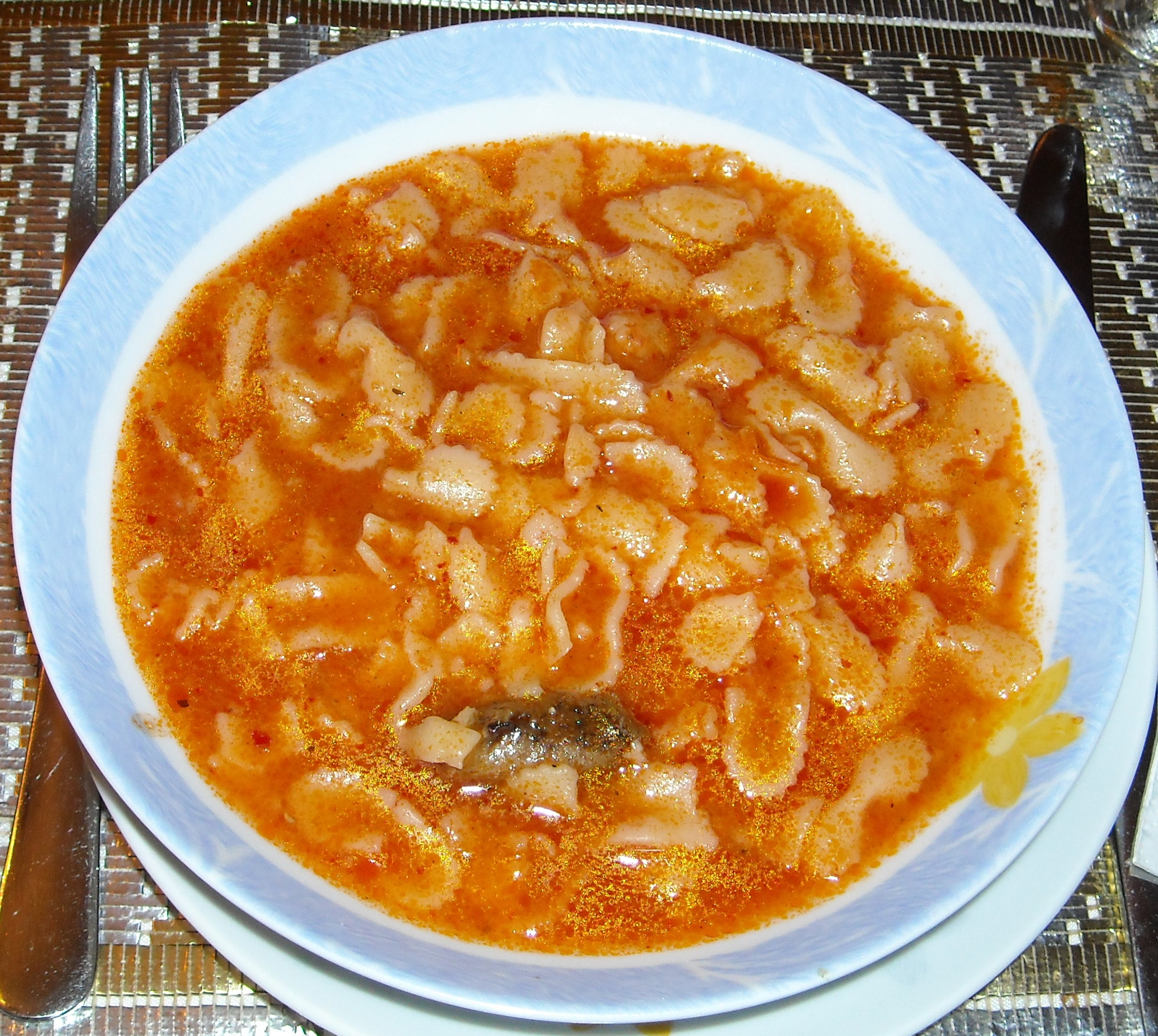
Sopa tunisiana de pasta

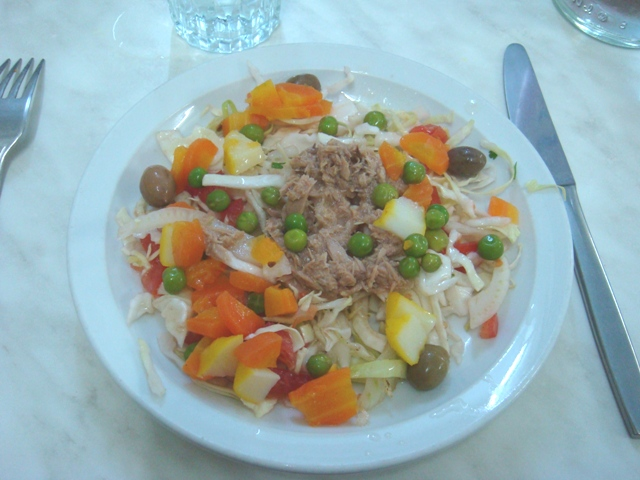
Amanida tunisiana

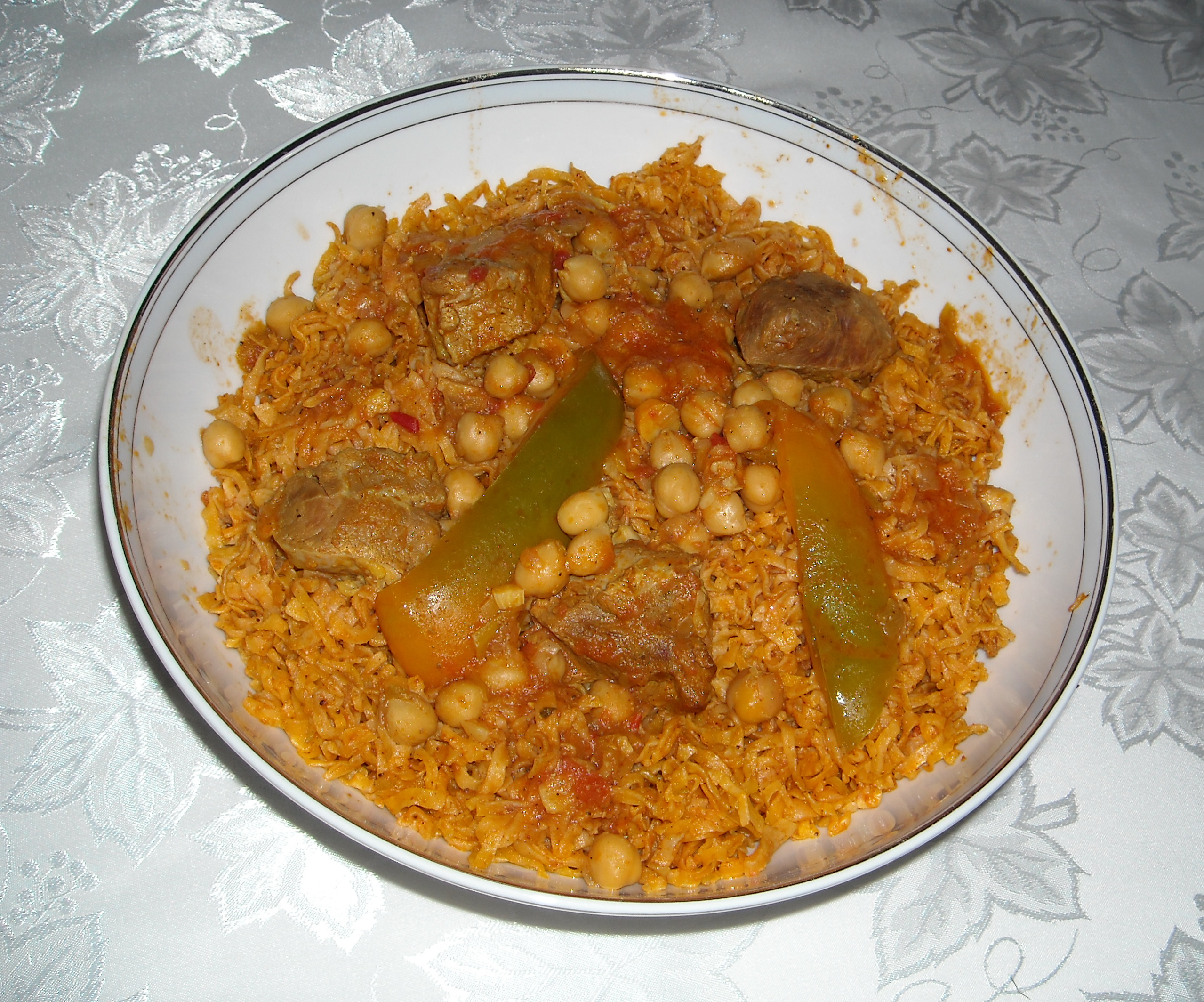
Plat de pasta tunisià

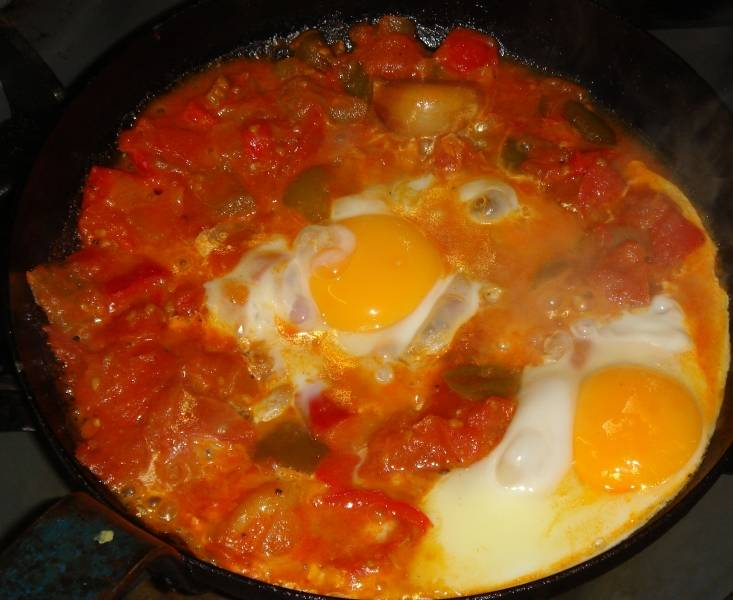
Shakshuka, un plat a base d'ou i sofregit, amb pebrot

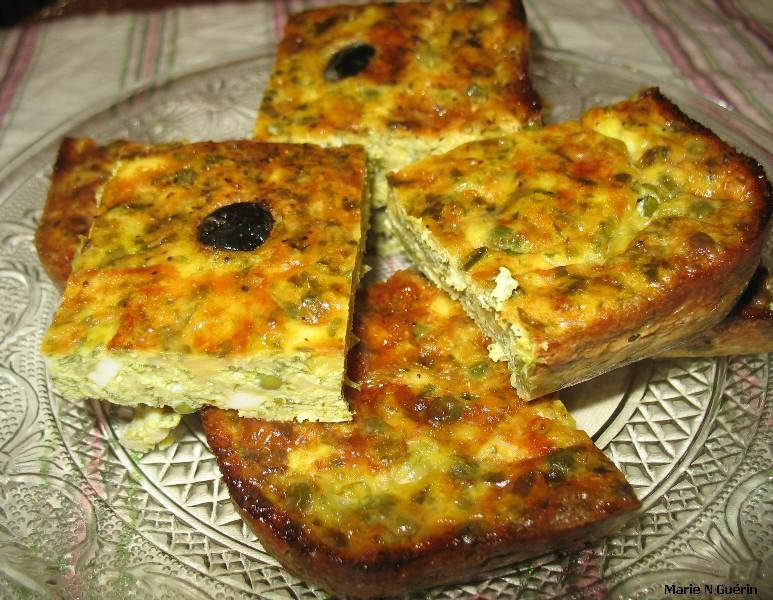
Tagina tunisiana

La bsissa són unes farinetes de blat o d'ordi amb espècies, dolces o salades, que tradicionalment constituïen la base alimentària dels tunisians, sobretot a les zones rurals. Actualment n'existeixen diverses versions, més líquides o més espesses (més fàcil per a transportar), algunes de molt riques (amb cereals, hortalisses, fruita fresca o seca, etc.), i es mengen encara com a berenar o esmorzar, especialment just abans que surti el sol durant el ramadà, en casaments, on arriba acompanyada de iuius (crits aguts per a animar o celebrar que fan les dones) i altres dies especials, com naixements, etc.
Un àpat complet pot començar per un o diversos tipus de tapes o mezze, com bunyols salats, empanadilles o mandonguilles, per exemple, o bé una amanida. A l'hivern i durant el ramadà són molt freqüents les sopes, de les quals destaca la xorba i la lablabi, a base de pa i cigrons. També hi ha altres sopes amb pasta petita o amb arròs i llegums, per exemple. El plat principal sol ser a base de pasta amb formes senzilles (quadrada, o sobretot macarrons, fideus fins o gruixuts i espaguetis), de sèmola (cuscús) gràcies a la influència berber, o d'arròs, però també pot ser a base d'hortalisses, sofregides o farcides, o consistir en una guisada, una escudella (amb carn, peix o només amb vegetals) o bé una tajina tunisiana. El peix fresc es cuina també típicament al forn, fregit o a la graella. Les postres solen ser fruita. Existeixen sofisticades pastetes de petita grandària i molt consistents que poden menjar-se entre plat i plat, tot i que això és cada vegada menys habitual, o bé entre hores.

### Vegetals
Els cereals es mengen cada dia. En particular el blat, en forma de pa, que pot ser amb molla o sense, es menja als tres àpats quaotidianament, tant si és com acompanyament d'un plat com si és en forma d'entrepà. Alguns pans es fan amb ordi, un cereal força habitual a la cuina tunisiana amb el qual es fa també sèmola, farinetes i altres plats. Els cereals s'usen per a fer pastissos, diferents tipus de farinetes i pasta.
Les hortalisses són molt comunes als àpats en forma d'amanides. Cal tenir en compte que a Tunísia les amanides poden ser amb productes cuits: bullits, a la planxa o fins i tot fregits, de manera que algunes d'elles poden ser per si mateixes un plat únic complet. A l'altre extrem hi ha nombroses amanides formades únicament per un sol ingredient bàsic, com per exemple el cogombre, el rave, el fonoll, la carxofa, etc. amanits amb oli d'oliva, suc de llimona o vinagre i de vegades julivert o menta o tàperes o all o altres condiments. L'amanida típicament tunisiana té tomàquet, cogombre, ceba, rave, olives, poma, pebrot tallat petit i julivert en gran quantitat; està amanida amb oli d'oliva, menta fresca i suc de llimona; segons l'economia de la família i l'ocasió pot tenir a més ou dur o peix blau en conserva (tonyina o anxoves) o podria fins i tot no tenir olives.
És força habitual associar els vegetals a l'ou, en preparacions més o menys similars a arrebossades i fregides, com els mbattans i els bunyols de verdures, per exemple. La chakchouka es prepara amb pebrot, carabassó o una altra hortalissa, sofregit, patata, ou i està condimentada amb coriandre. L'ojja està condimentada amb matafaluga borda (o harissa o pebre roig) en gra en lloc de coriandre, i consta bàsicament d'ous remenats amb sofregit i trosses de pebrot, tot i que s'hi poden afegir altres ingredients per enriquir-la: carn picada, carn en conserva, merguez, gambes, etc. La tagina tunisiana (molt diferent de la tagina marroquina), que en realitat és una truita de verdures cuita al forn que pot recordar la truita de patata. Aquesta tagina sol contenir a més carn prèviament cuinada en un sofregit i altres ingredients com formatge o mongetes seques. De vegades es fa en un motlle entapissat amb diverses capes de pasta fil·lo o una de pasta brisa, que envoltarà la "truita".
Les hortalisses es combinen amb carn també quan són farcides. Sovint s'utilitzen pebrots, però també es preparen de manera similar tomàquets, albergínies, carabassons, cebes, patates, etc. Es farceixen d'una barreja de carn picada amb ou batut, pa ratllat, julivert i ceba picats i algunes espècies com el coriandre, el pebre negre i el pebre roig. Es poden coure al forn o fregir, i es poden menjar com a primer o segon plat.
Les verdures apareixen sempre als plats de cuscús. Es troben també a les escudelles, les sopes i els plats guisats. Per exemple, la tfina, madfounao bkaïla, és un plat d'origen jueu bastant estès, tot i que amb variants i diferències a cada regió, a base de bledes cuites i després sofregides a les quals s'afegeixen mongetes seques, trossets de cap, pota i cua de vedella.

### Carn
La carn més habitual és el xai, també és present la vedella i les aus, especialment el pollastre. En algunes regions es menja la carn de dromedari. No es menja només el múscul sinó que s'aprofiten totes les parts, havent-hi plats per a preparar tota mena de menuts. En general a la cuina tunisiana la carn és present en nombrosos plats però sovint en petites quantitats, per exemple picolada i dintre de panades o hortalisses, en sopes (com per exemple la xorba) i escudelles, en plats guisats de carn i verdura, a alguns plats de cuscús i de tagines. També es menja en forma de mandonguilles i de botifarra. De vegades s'asseca per a conservar-la.
Les mandonguilles es diuen kefta quan estan fregides en oli d'oliva. A Tunísia es fan habitualment amb carn picada, ou batut, julivert picat i ceba picada, es fan amb forma més aviat allargada i plana i se solen menjar en salsa. Un altre tipus de mandonguilles són les b'nadek de carn picada amb espècies i que es couen en una barreja d'oli d'oliva amb aigua a parts iguals, l'aigua s'evapora abans i acaben daurant-se dins d'oli només.
Les botifarres a Tunísia no es fan amb porc, sinó generalment amb xai o be, i solen estar condimentades amb all i menta seca polvoritzada. També existeixen merguez, que és com anomenen les botifarres, fetes amb fetge, tripes, etc. N'hi ha de fresques i de seques. Les fresques es cuinen a la graella, a la paella o també guisades, fent xup-xup en un sofregit.

### Peix i marisc
El peix i marisc fresc es mengen sovint a les zones costaneres de Tunísia. Els peixos a partir d'una certa mida se solen cuinar al forn, mentre que els més petits se solen coure a la graella o fregits en una paella amb oli d'oliva. Quan es menja fregit se sol acompanyar de verdures fregides mentre que quan és a la graella s'acompanya d'amanida i, perquè no quedi tan sec, se sol amanir amb oli d'oliva cru, suc de llimona i espècies, com per exemple comí, all i harissa. També s'hi mengen en plats de pasta i en amanides. Les amanides de pops, sípia i calamars són força habituals, els cefalòpodes es couen prèviament en aigua, en tallen a trossos i se serveixen amb cebes tendres, força julivert i de vegades també tomàquet, tot amanit amb oli d'oliva, suc de llimona i harissa.
Algunes localitats marítimes, com Sfax, Gabès, Djerba o les illes Kerkennah, tenen com a especialitat local el cuscús de peix (exportat a Sicília), de popets o fins i tot de calamars farcits. Són una mena de cuscussos una mica diferents dels altres i més semblants a les sopes de peix amb pasta o arròs que es poden fer als Països Catalans, a Provença, a Itàlia, etc. Tenen sempre all, tomàquet i ceba, la sèmola és molt fina, no conté cigrons i té poques verdures, tot i que pot contenir pebrot o patata, per exemple. A Tunísia sempre porten comí.
Hi ha molta tradició de conserva de peix blau, com la sardina i sobretot la tonyina, en oli d'oliva. Aquest producte és molt popular a tot el país, de fet l'entrepà més comú és el de tonyina en conserva, que de vegades es pot enriquir amb olives, tàperes, llesques d'ou cuit i verdures en conserva. Al carrer també es poden comprar una mena de bunyols que s'obren, s'unten amb salsa harissa i es farceixen amb tonyina en oli, tàperes i trossos de patata bullida. També és molt habitual afegir tonyina o sardines en conserva a les amanides, incloent-hi l'amanida tunisiana i l'amanida sobre una llesca de pa.

## Dolços

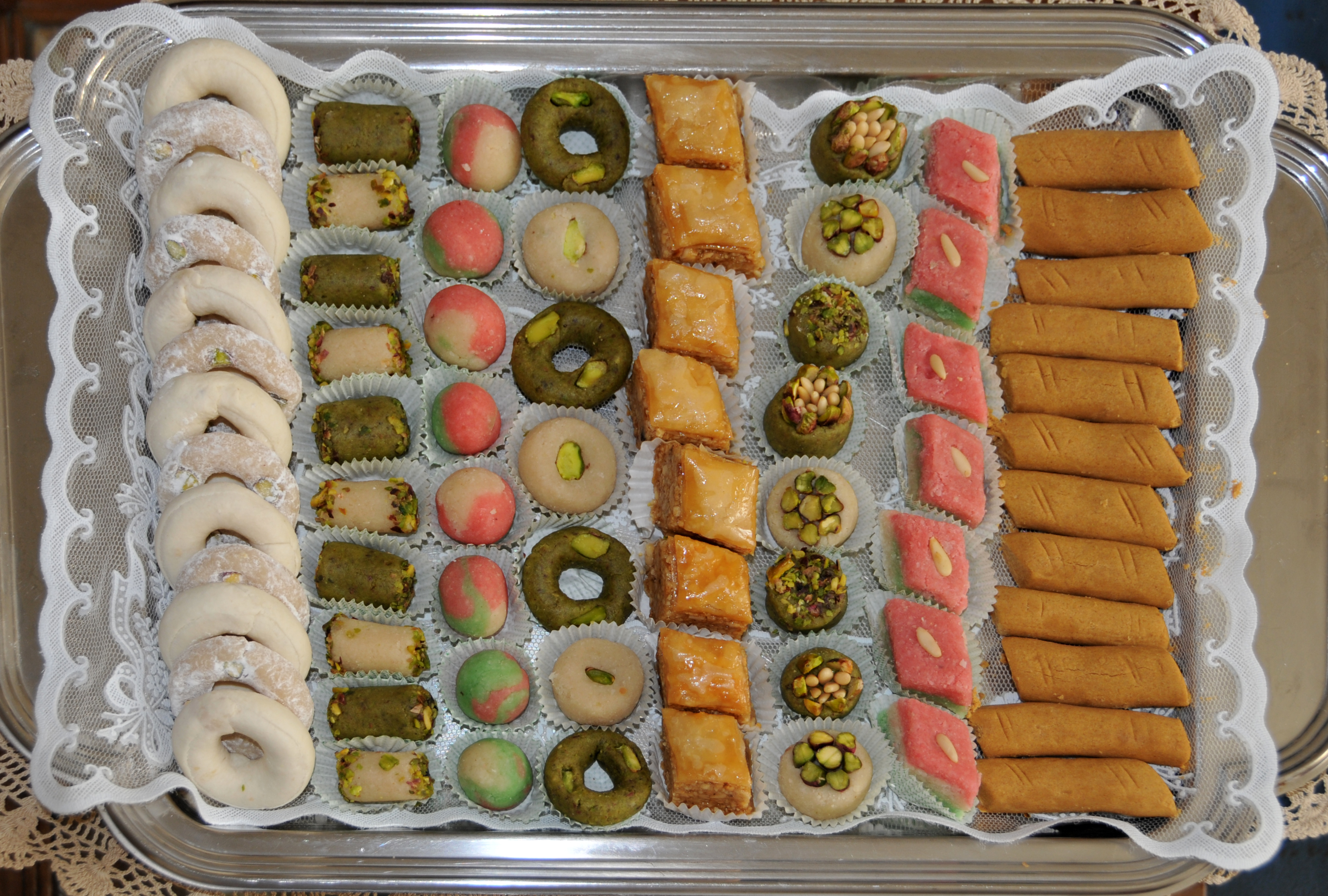
Pastetes tunisianes: kâak (primera columna), macrud (cinquena columna), graiba (darrera columna), etc.

La majoria de dolços es mengen per a picar entre hores, per a acompanyar un té o per a oferir al llarg del dia i de la nit en una vetllada amb convidats, una festa, etc. També n'hi ha molts associats a diades i festes familiars o religioses. Algunes pastes es couen al forn i d'altres es fregeixen. N'hi ha de molt sofisticades i laborioses. Solen contenir gran quantitat d'ingredients rics, com ara mantega, smen (mantega de llet de xai), sucre, mel i fruita seca. Alguns tenen pasta fullada o estan fets amb una tècnica especial de pasta plegada. Altres ingredients habituals són el sèsam, el dàtil, la sèmola o l'aigua-ros.
Una preparació particular és l'assida, unes farinetes denses de color marró fetes amb farina i sèmola de blat, mantega o smen i mel o sucre, molt consistent que tradicionalment es menja abans de l'alba durant el ramadà. N'existeixen versions enriquides amb avellanes o pinyons de pi blanc, aquestes de vegades poden portar a més llet condensada i solen estar cobertes d'una capa de crema de color blanc -feta amb farina, llet, sucre i aiguanaf- i una segona capa gruixuda d'alguna fruita seca, amb una decoració senzilla o elaborada. Es menja en grans cerimònies i festes, com per exemple la del naixement del profeta. Però l'assida no és l'únic dolç de cullera a la cuina tunisiana, existeixen d'altres, amb ou (com a la cuina catalana seria la crema catalana, per exemple) o sense (com un menjar blanc), sovint amb fruita seca però no sempre (com és el cas de l'arròs amb llet, que a Tunis s'aromatitza amb aiguaros), cremes amb farina de sorgo, aromatitzades amb aigua de gerani, etc.
Pel que fa a les cerimónies, el dolç per excel·lència és la baclava, introduït de la cuina otomana. Altres pastetes són el  ktaif , la dawama, la laklouka, la sorra, el kâak, el  samsa, la  bjawia, el macrud, el bambaloni, etc.

## Begudes

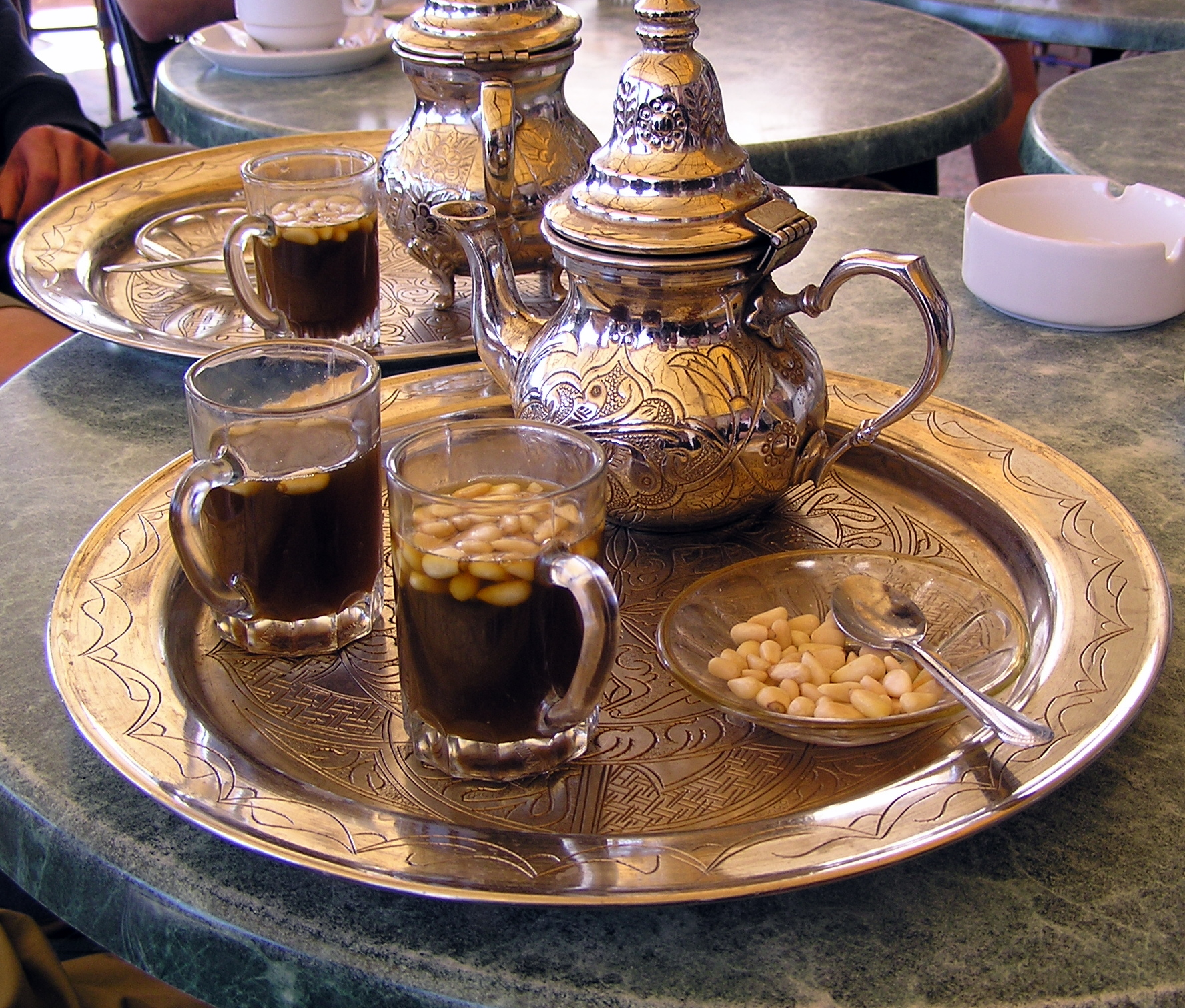
Té amb pinyons

El te és una beguda molt habitual i que es beu de diferents maneres, per exemple al te verd se li pot afegir alguna branca de menta fresca mentre que al te negre (que a Tunísia s'anomena te roig) se li poden posar algunes fulles de gerani. El té a la menta, el més habitual, pot anar completat amb alguns pinyons o altra fruita seca (ametles, cacauets) acabada de torrar. Altrament es veu cafè turc, sovint aromatitzat amb algunes gotes d'aigua-ros.
A l'estiu es beu molt la llimonada natural casolana, que es prepara amb la polpa i la pell de la llimona, aigua i sucre. També són populars altres sucs de fruites, com el de taronja, el de magrana i el de préssec. Com a curiositat també s'hi considera un suc de fruita al legmi, a base de saba de palmera, que si es deixa fermentar unes hores esdevé una altra beguda, el vi de palma, molt apreciat a algunes regions. A les cerimònies el que se sol servir és xarop concentrat d'ametlla, de festuc, de magrana, de rosa o de taronja.
També es beu el laban o llet fermentada que abans es batia artesanalment dins d'un bot de pell de cabra, actualment la que existeix és industrial, de resultat força diferent i que es podria comparar amb una mena de quefir líquid.
Al segle xix els anomenats "pares blancs", capellans cristians que van arribar a l'Àfrica amb la idea d'evangelitzar-la, van introduir a Thibar una mena de ratafia de dàtil i herbes anomenada thibarine, la recepta de la qual se suposa originària de monjos suïssos. Els jueus van aportar un alcohol de figa anomenat boukha.